# Col·legi d'Enginyers Graduats i Enginyers Tècnics Industrials de Barcelona
El Col·legi d'Enginyers Graduats i Enginyers Tècnics Industrials de Barcelona és una corporació professional de dret públic que agrupa a professionals tècnics d'enginyeria de l'àmbit industrial de la província de Barcelona, amb personalitat jurídica pròpia. Són col·legiats al mateix els enginyers de grau de la branca industrial, els enginyers tècnics industrials i els perits industrials que es dediquen a l'exercici de la professió en les comarques de l'Anoia, el Baix Llobregat, el Barcelonès, el Maresme, Osona, el Vallès Occidental i el Vallès Oriental.

## Història
Els primers indicis del que serà el Col·legi d'Enginyers Graduats i Enginyers Tècnics Industrials de Barcelona daten de l'any 1856, amb l'aparició de la Associación de Ingenieros a Madrid i posterior expansió pel territori espanyol. Es comença a concretar amb l'Associació d'Enginyers de Catalunya s'inaugura el 14 de novembre de 1863, amb seu a Barcelona, el posterior naixement de l'Associació de Pèrits Industrials de Barcelona al 1898 i, al 1905, l'Associació de Pèrits Industrials de Catalunya, de caràcter privat.
- La primera revista de l'associació s'anomena "Politècnica". Es publica oficialment per primer cop al 1906, sota la direcció d'Enric Formós Gaya.

L'any 1917 l'Associació d'Enginyers de Catalunya es fusiona amb l'Asociación Nacional, que creix i s'estabilitza, fins que es veu aturada per l'inici de la Guerra Civil espanyola. En finalitzar la guerra, la institució es transforma en el Servicio Sindical de Péritos y Técnicos de Catalunya. Al 1947 es declara l'associació nacional corporació oficial per ordre del Ministeri d'Indústria i Comerç. Albert Mosella, n'és el president durant aquest període.
- La revista d'aquesta institució s'anomena "Técnica Industrial" i neix l'any 1952.

Data clau en la història del Col·legi és l'1 de maig de 1958, quan neix el Colegio de Péritos Industriales de Cataluña-Baleares i s'instaura l'obligatorietat d'estar col·legiat per poder exercir la professió. Aquest col·legi funcionarà de manera descentralitzada, amb diferents delegacions o demarcacions.
- "Nuevos Horizontes" és la revista del Col·legi entre 1960 i 1967, any en què es substituïda per l'actual revista "Theknos" que es continua publicant avui dia.

L'antiga professió de Pèrit Industrial, força establerta en comarques industrialment consolidades, passa a convertir-se en Enginyeria Tècnica Industrial després de la reforma universitària de 1971. El Col·legi d'Enginyers Tècnics Industrials de Catalunya n'és el representant en l'àmbit autonòmic.
A partir de 1995 la institució se segrega en les demarcacions territorials de Barcelona, Girona, Lleida, Manresa, Tarragona i Vilanova i la Geltrú. D'aquesta segregació neix el Col·legi d'Enginyers Tècnics Industrials de Barcelona actual.
Amb el Pla Bolonya les titulacions d'Enginyeria Tècnica es transformen en Graus en Enginyeria. Es tracta d'un canvi a nivell acadèmic. La professió regulada d'Enginyeria Tècnica Industrial conserva la mateixa denominació i atribucions a efectes professionals. El col·legi, que passa a dir-se Col·legi d'Enginyers Graduats i Enginyers Tècnics Industrials de Barcelona, és el representant i responsable de l'ordenació d'aquesta professió.
La seu central del Col·legi està situada en ple centre de l'Eixample barceloní, al carrer Consell de Cent, 365. L'edifici és un palau de finals del segle xix que va ser inaugurada al 1996. Disposa de quatre plantes i soterrani, amb un total de 1.786 metres quadrats.

## Estructura i organització
Es tracta d'una corporació professional de dret públic, amb personalitat jurídica pròpia i caràcter democràtic. Una Junta de Govern electa cada quatre anys n'encapçala l'estructura organitzativa. Els seus membres poden participar-hi a través de comissions de treball, també electes, i liderades per la presidència, la vicepresidència i la secretaria. S'agrupen en: comissions professionals, tècniques i socials.
Els diferents col·legis catalans s'agrupen a nivell autonòmic al Consell de Col·legis d'Enginyers Graduats i Enginyers Tècnics Industrials de Catalunya i a nivell estatal en el Consejo General de Graduados en Ingeniería rama industrial e Ingenieros Tècnicos Industriales de España.